# BM-30 Smerch
Il BM-30 Smerch (in cirillico: Смерч), anche noto con le sigle 9K58 o 9A52, è un lanciarazzi multiplo pesante di fabbricazione sovietica, sviluppato negli anni '80 dallo Splav State Research and Production Association di Tula ed entrato in servizio nelle forze armate sovietiche nel 1987. Viene prodotto nelle officine Motovilicha a Perm'.
Progettato per neutralizzare un'ampia varietà di obiettivi terrestri quali truppe, corazzati, batterie di artiglieria, posti di comando e depositi di munizioni a distanze fino a 70 km, è in servizio presso le forze armate russe. Nel corso degli anni è stato equipaggiato con sistemi di mira e controllo del fuoco, al punto da creare una nuova versione con gittata massima aumentata a 90 km e denominata BM-30M Smerch 9A52-2.
Nel 2018 è stato iniziato un programma per la sua sostituzione con il più moderno lanciarazzi universale 9A52-4 Tornado.

## Caratteristiche
Tra le caratteristiche principali del BM-30, l'armamento composto da una rastrelliera di tubi lanciatori da 12 bocche da 300 millimetri di calibro.
Il razzo, l'elemento fondamentale, ha un peso di 800 kg, 220 dei quali sono costituiti dalla testata, che può essere HE (alto esplosivo), ICM (submunizioni). Il razzo può essere lanciato fino a 70 km di distanza nelle prime versioni del sistema d'arma.

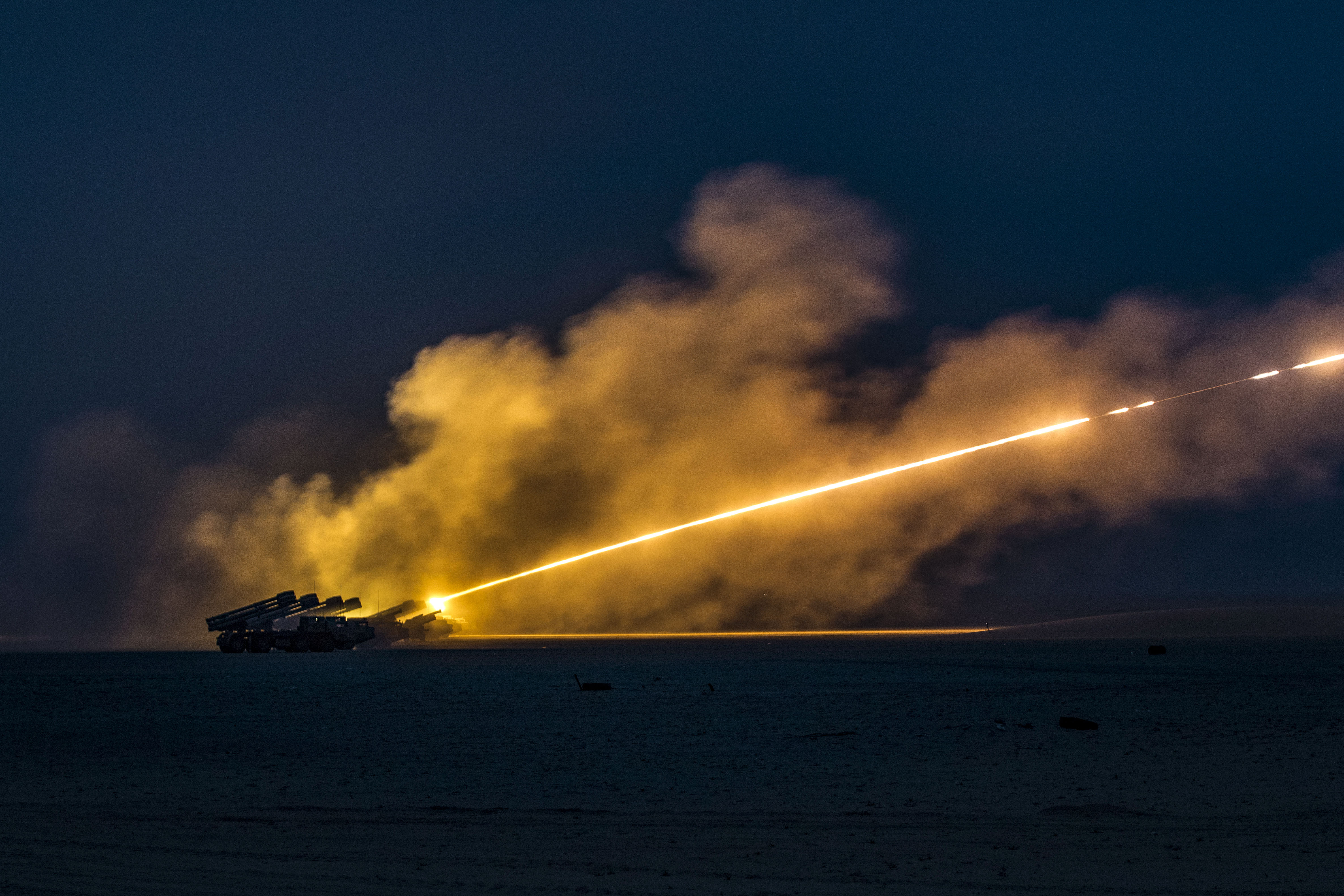
BM-30 Smerch delle forze armate del Kuwait in azione durante un'esercitazione congiunta con lo US Army; 2019.

Una munizione particolare è il Bazalt: un razzo paracadutato che, sospeso in aria, rileva i bersagli corazzati e lancia contro la loro corazzatura superiore (che è solitamente più debole), una carica autoforgiante da 1 kg. Tale submunizione, simile concettualmente ai sistemi M898 Sadarm statunitense, BONUS franco/svedese e SMArt tedesco, è stato presentata nel 1994 e dovrebbe essere entrata in servizio nel 1999 - sensibilmente in ritardo quindi rispetto ai sistemi occidentali.
Anche il sistema di controllo del fuoco e coordinamento tra le batterie è stato oggetto di particolare attenzione, essendo stato automatizzato con computer tattici e terminali collocati sui vari veicoli. Il nome dell'apparato, basato su di un computer da 288 Kb di RAM, è denominato VIVARI ed è entrato in servizio nel 1990. Persino la precisione dei razzi una volta in volo è stata ad un certo punto incrementata, grazie ad una guida intermedia per la correzione della rotta, eseguita via radio dalla centrale di tiro, innovazione che comportò l'assimilazione dello Smerch quasi ad un missile balistico leggero.
Con un tempo di fuoco pari a i due terzi di quello dell'MLRS (38s contro 55s), una testata molto più pesante, la disponibilità di un'ogiva HE ed una gittata rispetto al razzo statunitense standard più che doppia (70 km contro 32 km) con un sistema digitale di controllo del fuoco, lo Smerch si è ritrovato ad essere praticamente un sistema d'artiglieria con pochi rivali. La sua installazione su telaio ruotato rende oltretutto più semplice ed economica la sua operatività di quanto sarebbe altrimenti.

## Impiego operativo
L'uso in combattimento dello Smerch è stato confermato ufficialmente nel 2014 in due differenti teatri operativi: la guerra civile siriana, sotto l'insegna dell'esercito regolare siriano, e nella guerra del Donbass. Durante il conflitto del Nagorno-Karabakh del 2020, sia Armenia che Azerbaigian sono ricorsi all'utilizzo degli Smerch. Un certo numero di BM-30 armeni sono stati distrutti dai droni di fabbricazione turca Bayraktar TB2.

## Utilizzatori

### Presenti
- Algeria - 50 sistemi nel 1999
- Armenia - 6 sistemi. Ricevuto più a partire dal 2018
- Azerbaigian - 40 sistemi
- Bielorussia - 48 sistemi al 1990
- Cina - Prodotto localmente come PHL03
- India - 42 sistemi 9A52-2T in servizio su piattaforma Tatra
- Kazakistan
- Kuwait - 27 sistemi nel 1996
- Russia - 106 sistemi, ora in fase di sostituzione
- Siria - Numero sconosciuto
- Turkmenistan - 6 sistemi 9A52-2T nel 2008/2009
- Ucraina - 80
- Emirati Arabi Uniti - 6 sistemi
- Venezuela - 12 sistemi consegnati tra il 2011 ed il 2013 ed in servizio al settembre 2018[5]

### Passati
- Unione Sovietica